# Kladnitsa
Kladnitsa (Bulgaars: Кладница) is een dorp in het westen van Bulgarije, gelegen in de gemeente Pernik in de oblast Pernik. Het dorp ligt hemelsbreed ongeveer 13 km ten zuidwesten van de stad Pernik en 18 km ten zuidwesten van de hoofdstad Sofia.

## Bevolking
Op 31 december 2020 telde het dorp 1.325 inwoners, een daling ten opzichte van het maximale inwoneraantal van 2.104 personen in 1956.
| Bevolkingsontwikkeling tussen 1934 en 2020          |
| --------------------------------------------------- |
|                                                     |
| Bron: Nationaal Statistisch Instituut van Bulgarije |

Het dorp wordt nagenoeg uitsluitend bewoond door etnische Bulgaren.
| Etnische samenstelling van de respondenten (2011) | Etnische samenstelling van de respondenten (2011) | Etnische samenstelling van de respondenten (2011) | Etnische samenstelling van de respondenten (2011) | Etnische samenstelling van de respondenten (2011) |
| ------------------------------------------------- | ------------------------------------------------- | ------------------------------------------------- | ------------------------------------------------- | ------------------------------------------------- |
|                                                   |                                                   |                                                   |                                                   |                                                   |
| Bulgaren                                          | Bulgaren                                          |                                                   | 99,1%                                             | 99,1%                                             |
| Turken                                            | Turken                                            |                                                   | 0,0%                                              | 0,0%                                              |
| Roma                                              | Roma                                              |                                                   | 0,0%                                              | 0,0%                                              |
| Anders/Onbekend                                   | Anders/Onbekend                                   |                                                   | 0,9%                                              | 0,9%                                              |